# Lančana reakcija (1996.)
Lančana reakcija je američki akcijski film iz 1996. u kojem glume Keanu Reeves, Morgan Freeman, Rachel Weisz, Brian Cox, Kevin Dunn i Fred Ward. Film prikazuje fikcionalni rezultat izuma novog nekontaminiranog izvora energije koji se bazira na vodiku, te pokušaje američke vlade da spriječi širenje te tehnologije. Film je režirao Andrew Davis, a scenarij su napisali J. F. Lawton i Michael Bortman prema priči Arneja Schmidta, Ricka Seamana i Josha Friedmana.

## Radnja
Eddie Kasalivich (Keanu Reeves) je student strojarstva koji radi s timom s čikaškog sveučilišta na projektu proizvodnje čiste energije iz vode. Pokusi u laboratoriju su neuspješni, no, radeći kod kuće, Eddieju slučajno uspije pokus. Usavršava stroj sljedeći dan u laboratoriju i čini se da stabilno radi. Otkriće proslavi zabavom u laboratoriju. Noć nakon zabave fizičarka Lily Sinclair (Rachel Weisz) pokušava otići iz laboratorija, ali isprazni joj je akumulator u automobilu, te se Eddie ponudi da ju otprati kući taksijem. U laboratoriju dr. Alistair Barkley i Lu Chen rade na svojim kompjuterima, dok laboratoriju prilazi kombi. Chen čuje buku i odlazi istražiti, ali ga nepoznati napadači otmu, a Alistaira ubiju.
U međuvremenu Lily i Eddie dođu u njezinu kuću i nakon što je provjere, Eddie se uputi nazad u laboratorij po svoj motocikl. Približavajući se laboratoriju, ugleda kombi koji odlazi i čuje alarm iz laboratorija. Utrči unutra i pronađe Alistaira ugušenog plastičnom vrećicom, dok je Chen nestao. Reaktor je nestabilan i Eddie ga ne može ugasiti. Shvati da će reaktor eksplodirati i pobjegne na motoru. U tom trenutku reaktor eksplodira i uništi laboratorij i okolne ulice. Na poprište dolaze ekipe za spašavanje i policija ispituje Eddieja o tome što se dogodilo te noći. Vrati se Lily i oni shvate da su u njihove kuće podmetnuti lažni dokazi.
Oni pobjegnu i upute se u opservatorij Maggie McDermott, stare Eddiejeve prijateljice. Nakon odmora nazovu Paula Shannona (Morgan Freeman), čovjeka koji financira projekt (zajedno s DARPA-om), ali ih umalo ulovi policija. Za vrijeme Liliynog i Eddiejevog bijega Paul se susretne s Lymanom Earlom Collierom (Brian Cox) u istraživačkom kompleksu C-Systemsa da rasprave trenutne događaje. Postane jasno da je kompanija uredila da se laboratorij uništi, Eddieja i Lily okrivi, i da je Lyman odgovoran. Usprkos neslaganju, Paul i Lyman odluče nastaviti potjeru za Eddiejem i Lily, što postane lakše kad Eddie pošalje šifriranu poruku Paulu tražeći da se nađu na drugom mjestu. Na tom susretu Paul otkrije da je bio umiješan, ali želi razgovarati negdje drugdje. Napadnu ih iz zasjede i zarobe Lily, a Eddie jedva pobjegne.
Pomoću registarske tablice Eddie pronađe Lily i Chena u postrojenju C-Systemsa. Kad testiranje reaktora ne uspije, Paul, znanstvenici i zatočenici napuste prostoriju, a Eddie iskoristi situaciju da lažira sustav. Sljedeće jutro jedan od znanstvenika otkrije da reaktor radi i svi slave. Paul je sumnjičav, i odmah zatraži preuzimanje podataka o fuziji, te ih potajno preda svojoj asistentici Aniti na čuvanje. Zatim pronađe Eddieja za kompjuterom u konferencijskoj sali kompanije. Tamo Eddie zatraži da ga puste u zamjenu za informaciju o funkcioniranju reaktora. Paul se složi, ali ga Lyman odbije, vjerujući da reaktor već radi, pa Eddie namjesti reaktor na eksploziju i pošalje dokaz o svojoj nevinosti FBI-ju i nacrte reaktora međunarodnim znanstvenicima. Lyman upuca Chena i ostavi Eddieja i Lily da umru u skoroj eksploziji, a on, Paul i njihovo osoblje pobjegnu i zabrave vrata. Paul upuca Lymana zato što je prekoračio granice programa i ostavi njegovo tijelo u dizalu da izgori u požaru. Tijekom svojeg bijega Paul oslobodi Eddieja i Lily, koji se zatim bore s jednim od Lymanovih pristaša za dizalo, te se na kraju ukrcaju u njega nekoliko trenutaka prije nego što udarni val pogodi tunel. Oboje prežive i dočeka ih FBI koji je sad uvjeren u njihovu nevinost i koji ih odvodi na sigurno. Paula odveze šofer u limuzini. Zadnji put ga vide dok diktira memorandum Aniti, u kojem obavještava direktora CIA-e da C-System "više nije održiv. Ostat ćemo u kontaktu."

### Znanstveni aspekt
U filmu nije jasno radi li se o hladnoj ili nuklearnoj fuziji, te on daje proturječne izjave o otkriću. Proces navodno treba izdvajati vodik iz vode, izgarati vodik za stvaranje energije i ostaviti samo vodu kao ostatak. Lik Alistaira Barkleya govori da čaša vode može Chicago tjednima napajati energijom, ali u filmu nije dano jasno objašnjenje na koji način.
Film se temelji na pretpostavci da je teorija o besplatnoj energiji stvarna. Glavnom liku je rečeno da je otkriće previše razorno: energija bi odjednom postala ekstremno jeftina, nafta više ne bi bila potrebna, sve naftne kompanije bi bankrotirale, a iznenadne ekonomske promjene bi bacile društvo u kaos. Nažalost, to je objašnjeno tek u posljednjim minutama filma, i nije vjerojatno da bi to otkriće toliko utjecalo na ekonomiju. Većina filma se okreće oko akcijskih scena u stilu blockbustera 90-ih, a tema teorija urote nije primjereno istražena.

## Uloge
- Keanu Reeves - Eddie Kasalivich
- Morgan Freeman - dr. Paul Shannon
- Rachel Weisz - dr. Lily Sinclair
- Fred Ward - agent Leon Ford
- Kevin Dunn - agent Doyle
- Brian Cox - Lyman Earl Collier
- Joanna Cassidy - Maggie McDermott
- Nicholas Rudall - dr. Alistair Barkley
- Tzi Ma - dr. Lu Chen
- Eddie Bo Smith Jr. - Yusef Reed
- Danny Goldring - Clancy Butler

## Produkcija
Veliki dijelovi filma su snimani na lokacijama u i oko Chicaga, uključujući čikaško sveučilište, nacionalni laboratorij "Argonne", Muzej znanosti i industrije, Prirodoslovni muzej "Field", aveniju Michigan i Centar "James R. Thompson" (Atrium Mall). Dodatne scene su snimljene u opservatoriju "Yerkes", u Williams Bayu u Wisconsinu, na jezeru Geneva u južnom Wisconsinu, interijeri Kapitola su snimljeni u Kapitolu i Madisonu u Wisconsinu i čeličani "Inland" (danas poznatoj pod imenom "MITTAL)" u Istočnom Chicagu (Indiana). Zbog hladne zime na Velikim jezerima snimanje se odvijalo tijekom rekordno hladne zime. Morgan Freeman: "Svima je bilo teško, posebno meni jer volim tropsku klimu.", rekao je. "Ne volim hladno vrijeme. To je Chicago... zimi. Ustvari sam bio bolestan i ležao u krevetu po četiri dana svaki put. Bilo je stvarno teško."

## Prijem
Lančana reakcija je dobila većinom negativne kritike. Ima ocjenu od 16% na portalu Rotten Tomatoes koja se temelji na 32 kritike. Roger Ebert je dao filmu dvije i pol od četiri zvjezdice i napisao: "Do kraja filma vidio sam odličnu fotografiju i svjedočio uzbudljivim scenama potjere, ali kad sam trebao shvatiti film, nisam imao pojma." Jeff Millar iz Houston Chroniclea je napisao: "Priča je vrlo kompleksna, ali ono što se nalazi na platnu je nešto samo malo više od onih općih, nenarativnih stvari o tipu kojeg progone." Nasuprot tome, Edward Guthmann iz San Francisco Chroniclea je mislio da je film jedan od najboljih ljetnih filmova: "Lančana reakcija ima bolju glumu, bolji scenarij, spektakularnije sekvence potjere i više prave drame od svih tih ljetnih blockbustera."
Film i glumci su bili nominirani samo za jednu nagradu, dok je Keanu Reeves bio nominiran za Zlatnu malina u kategoriji najgoreg glumca, ali je izgubio od Toma Arnolda i Paulyja Shorea.
Usprkos negativnim kritikama, Lančana reakcija je doživjela manji financijski uspjeh i zaradila otprilike 60,000.00 dolara u svijetu.